# Mbanga-Pongo
Mbanga-Pongo (ou Mbanga Pungo) est une localité du Cameroun située dans la Région du Sud-Ouest et le département de Manyu. Elle est rattachée administrativement à l'arrondissement de Upper Bayang (Tinto Council) et au canton de Tinto.

## Population
La localité comptait 261 habitants en 1953, puis 236 en 1967, des Banyang.
Lors du recensement de 2005, on y a dénombré 249 personnes.